# Xantia (geslacht)
Xantia is een geslacht van rechtvleugeligen uit de familie sabelsprinkhanen (Tettigoniidae). De wetenschappelijke naam van dit geslacht is voor het eerst geldig gepubliceerd in 1878 door Brunner von Wattenwyl.

## Soorten
Het geslacht Xantia  is monotypisch en omvat slechts de volgende soort:
- Xantia borneensis (Brunner von Wattenwyl, 1878)